# Fulakora exigua
Fulakora exigua es una especie de hormiga del género Fulakora, familia Formicidae. Fue descrita científicamente por Clark en 1928.
Se distribuye por Australia. Se ha encontrado a elevaciones de hasta 61 metros. Vive en microhábitats como troncos y madera podrida.